# 汲沢
汲沢（ぐみさわ）は、神奈川県横浜市戸塚区の町名。現行行政地名は汲沢一丁目から汲沢八丁目及び汲沢町。住居表示は汲沢一丁目から汲沢八丁目が実施済み区域、汲沢町が未実施区域。横浜市戸塚区の南西部に位置し、町域南東部で国道1号、北部で神奈川県道22号横浜伊勢原線（長後街道）に接する。

## 地理
北部は、横浜市営地下鉄ブルーライン踊場駅から横浜市立戸塚高等学校、横浜市立汲沢小学校を経るかたちで南西方向へ標高約60m程度の丘陵が続く。この丘陵の北西側は緩やかな下り斜面となっている一方、南東側は谷戸をはさんで横浜市立東汲沢小学校から南へ続く丘陵に対峙する。西部は、南北に流れる宇田川をはさんで、深谷町に隣接する台地および深谷通信所跡地へ続く。南部は、東側で丘陵上を走る旧東海道、すなわち国道1号に接し、谷戸をはさんだ西側にはまさかりが淵市民の森 の丘陵が位置する。
汲沢地区は全体に標高が高く西方へ大きく開けた丘陵地であり、かつて富士見村の一部を構成していたことからも理解される通り、富士山の眺望が得られる箇所が多い。中村三叉路バス停付近が旧汲沢村の中心部であり、「旧汲沢村元標跡」と刻まれた石碑がある。四丁目の平和台自治会館付近を頂上とする一帯は源氏山と称され、『皇国地誌』には赤城山、丹沢、富士山、箱根、伊豆などが眺められる景勝地であるとの記述がある。また歌川広重の浮世絵には、旧東海道の当地区付近から見た景色が登場する。
北部は戸建て住宅がその大半を占めているのに対し、西部および南部には畑作地が住宅地に混在しており、野菜に加え、ナシなどの果物も生産、直売されているほか、ミカンを中心とする観光果樹園も開設されている。教育機関としては、保育園3か所、幼稚園1か所、幼保連携型認定こども園1か所のほか、汲沢小学校、東汲沢小学校、汲沢中学校、神奈川県立横浜桜陽高等学校（旧神奈川県立汲沢高等学校）、横浜市立戸塚高等学校があり、医療機関としては生協戸塚病院、西横浜国際総合病院に加え、複数の診療所を数える。

### 字名
汲沢町の字名は以下の通りである。
| - 吹上ケ - 小無行 - 御所水 - 畑田 - 中村 | - 細田 - 宮ケ谷 - 小深谷 - 六郎丸 - 鳫追 |

### 面積
面積は以下の通りである。
| 丁目       | 面積（km²） |
| ---------- | ----------- |
| 汲沢一丁目 | 0.257       |
| 汲沢二丁目 | 0.168       |
| 汲沢三丁目 | 0.168       |
| 汲沢四丁目 | 0.146       |
| 汲沢五丁目 | 0.122       |
| 汲沢六丁目 | 0.151       |
| 汲沢七丁目 | 0.155       |
| 汲沢八丁目 | 0.152       |
| 計         | 1.319       |
|            |             |
| 汲沢町     | 1.366       |

### 地価
住宅地の地価は、2025年（令和7年）1月1日の公示地価によれば、汲沢町字宮ケ谷1301番48の地点で18万5000円/m²、汲沢4-7-16の地点で14万9000円/m²、汲沢1-9-29の地点で24万1000円/m²となっている。

## 歴史

### 沿革
地名はグミの木に由来する。古くは相模国小坂郡山之内庄に属し、村岡郷の茱萸沢（茱沢）村と称した。鎌倉幕府の御家人である畠山六郎重保の陣屋があったと伝えられており、北部の六丁目には六郎丸との字名も残る。室町時代の永禄年間に表記が汲沢と改められるとともに、鎌倉郡に編入。明治時代半ばに近隣の村と合併され富士見村、さらに大正村）となったのち、昭和14年（1939年）に横浜市に編入された。昭和初期、別荘地として分譲されたことをきっかけに開発が始まり、戦後の人口急増期を経て、平成11年（1999年）の横浜市営地下鉄踊場駅開業に伴い利便性が増したことから大型マンション等も建設され、現在に至る。1983年（昭和58年）7月18日に住居表示の実施に伴い、汲沢一丁目から汲沢四丁目を新設し、1985年（昭和60年）7月22日に住居表示の実施に伴い、汲沢五丁目から汲沢八丁目を新設した。

## 世帯数と人口
2025年（令和7年）6月30日現在（横浜市発表）の世帯数と人口は以下の通りである。
| 丁目       | 世帯数    | 人口     |
| ---------- | --------- | -------- |
| 汲沢一丁目 | 1,872世帯 | 3,554人  |
| 汲沢二丁目 | 987世帯   | 2,286人  |
| 汲沢三丁目 | 1,032世帯 | 2,275人  |
| 汲沢四丁目 | 615世帯   | 1,286人  |
| 汲沢五丁目 | 641世帯   | 1,524人  |
| 汲沢六丁目 | 882世帯   | 2,044人  |
| 汲沢七丁目 | 955世帯   | 2,126人  |
| 汲沢八丁目 | 845世帯   | 1,767人  |
| 計         | 7,829世帯 | 16,862人 |
|            |           |          |
| 汲沢町     | 3,412世帯 | 6,657人  |

### 人口の変遷
国勢調査による人口の推移。

#### 汲沢
| 年                 | 人口   |
| ------------------ | ------ |
| 1995年（平成7年）  | 16,064 |
| 2000年（平成12年） | 15,694 |
| 2005年（平成17年） | 16,861 |
| 2010年（平成22年） | 16,827 |
| 2015年（平成27年） | 16,520 |
| 2020年（令和2年）  | 16,824 |

#### 汲沢町
| 年                 | 人口  |
| ------------------ | ----- |
| 1995年（平成7年）  | 7,861 |
| 2000年（平成12年） | 7,686 |
| 2005年（平成17年） | 7,629 |
| 2010年（平成22年） | 7,513 |
| 2015年（平成27年） | 7,078 |
| 2020年（令和2年）  | 6,866 |

### 世帯数の変遷
国勢調査による世帯数の推移。

#### 汲沢
| 年                 | 世帯数 |
| ------------------ | ------ |
| 1995年（平成7年）  | 5,779  |
| 2000年（平成12年） | 5,984  |
| 2005年（平成17年） | 6,578  |
| 2010年（平成22年） | 6,678  |
| 2015年（平成27年） | 6,758  |
| 2020年（令和2年）  | 7,189  |

#### 汲沢町
| 年                 | 世帯数 |
| ------------------ | ------ |
| 1995年（平成7年）  | 2,742  |
| 2000年（平成12年） | 2,871  |
| 2005年（平成17年） | 2,926  |
| 2010年（平成22年） | 3,010  |
| 2015年（平成27年） | 2,861  |
| 2020年（令和2年）  | 2,912  |

## 学区
市立小・中学校に通う場合、学区は以下の通りとなる（2024年11月時点）。
| 丁目       | 番・番地等 | 小学校               | 中学校               |
| ---------- | --- | -------------------- | -------------------- |
| 汲沢一丁目 | 全域 | 横浜市立東汲沢小学校 | 横浜市立戸塚中学校   |
| 汲沢二丁目 | 全域 | 横浜市立東汲沢小学校 | 横浜市立戸塚中学校   |
| 汲沢三丁目 | 全域 | 横浜市立汲沢小学校   | 横浜市立汲沢中学校   |
| 汲沢四丁目 | 全域 | 横浜市立汲沢小学校   | 横浜市立汲沢中学校   |
| 汲沢五丁目 | 1〜4番、5番45号 6〜13番、14番16号 16〜35番 | 横浜市立汲沢小学校   | 横浜市立汲沢中学校   |
| 汲沢五丁目 | 5番1〜44号、5番46号〜最終号 14番1〜15号、14番17号〜15番 | 横浜市立葛野小学校   | 横浜市立汲沢中学校   |
| 汲沢六丁目 | 1〜22番、28番1〜17号 29〜39番 | 横浜市立葛野小学校   | 横浜市立汲沢中学校   |
| 汲沢六丁目 | 23〜27番、28番18〜20号 40番 | 横浜市立汲沢小学校   | 横浜市立汲沢中学校   |
| 汲沢七丁目 | 42番 | 横浜市立汲沢小学校   | 横浜市立汲沢中学校   |
| 汲沢七丁目 | 1〜41番 | 横浜市立葛野小学校   | 横浜市立汲沢中学校   |
| 汲沢八丁目 | 23番11〜25号、24番〜26番4号 26番15・17〜19号 32番1〜5号 | 横浜市立葛野小学校   | 横浜市立汲沢中学校   |
| 汲沢八丁目 | 1番〜23番10号、23番26号〜最終号 26番5〜14号、27〜31番 32番6号〜37番 | 横浜市立汲沢小学校   | 横浜市立汲沢中学校   |
| 汲沢町     | 1〜346番地、567番地〜720番地の1 720番地の3〜5、720番地の7〜723番地 738〜746番地、750〜1171番地 1181〜1197番地、1208〜1209番地 1226〜1229番地、1250〜1253番地 1268〜1269番地、1326〜1338番地 1340番地、1342番地〜1344番地の1 1653〜1669番地、1704〜1839番地 1881〜1882番地、1884〜1906番地 1986番地、2140〜2228番地 2327番地以降 | 横浜市立汲沢小学校   | 横浜市立汲沢中学校   |
| 汲沢町     | 1920〜1956番地 | 横浜市立葛野小学校   | 横浜市立汲沢中学校   |
| 汲沢町     | 347〜566番地、720番地の2・6 724〜737番地、747〜749番地 | 横浜市立深谷小学校   | 横浜市立汲沢中学校   |
| 汲沢町     | 1172〜1180番地、1198〜1207番地 1210〜1225番地 | 横浜市立南戸塚小学校 | 横浜市立南戸塚中学校 |
| 汲沢町     | 1230〜1249番地、1254〜1267番地 1270〜1325番地、1344番地の2〜1652番地 1670〜1703番地、2229〜2326番地 | 横浜市立東汲沢小学校 | 横浜市立戸塚中学校   |

## 事業所
2021年（令和3年）現在の経済センサス調査による事業所数と従業員数は以下の通りである。
| 丁目       | 事業所数  | 従業員数 |
| ---------- | --------- | -------- |
| 汲沢一丁目 | 45事業所  | 414人    |
| 汲沢二丁目 | 31事業所  | 425人    |
| 汲沢三丁目 | 8事業所   | 85人     |
| 汲沢四丁目 | 16事業所  | 72人     |
| 汲沢五丁目 | 11事業所  | 25人     |
| 汲沢六丁目 | 9事業所   | 29人     |
| 汲沢七丁目 | 21事業所  | 73人     |
| 汲沢八丁目 | 47事業所  | 324人    |
| 計         | 188事業所 | 1,447人  |
|            |           |          |
| 汲沢町     | 160事業所 | 2,399人  |

### 事業者数の変遷
経済センサスによる事業所数の推移。なお、汲沢と汲沢町の合算数となる。
| 年                 | 事業者数 |
| ------------------ | -------- |
| 2016年（平成28年） | 327      |
| 2021年（令和3年）  | 348      |

### 従業員数の変遷
経済センサスによる従業員数の推移。なお、汲沢と汲沢町の合算数となる。
| 年                 | 従業員数 |
| ------------------ | -------- |
| 2016年（平成28年） | 3,297    |
| 2021年（令和3年）  | 3,846    |

## 交通
横浜市営地下鉄が踊場駅から戸塚および湘南台方面に連絡する一方、神奈中バスにより戸塚駅 - 汲沢団地間、戸塚駅 - 立場駅間（国道1号 - 神奈川県道402号阿久和鎌倉線経由および神奈川県道22号横浜伊勢原線経由）、戸塚駅 - 弥生台駅間、戸塚駅 - いずみ中央駅方面間、立場駅 - 大船駅間、戸塚駅 - 俣野公園・横浜薬大前/ 藤沢駅間のバス便が町域およびその周辺をカバーするかたちで運行されている。

## 施設
北部の踊場駅周辺および東部の横浜新道近隣に大型店舗を含む商業施設の集積が見られる。中央部には教育、医療、福祉施設の集積が形成されている。北部には戸塚警察署踊場交番、西部には同深谷交番があり、町域の東隣にあたる戸塚警察署と合わせて合計3か所に警察組織が置かれている。金融機関としては、踊場駅前郵便局および深谷町所在の深谷郵便局が最寄となる。

## 民話
猫が夜な夜な踊りに集まるという内容の「猫の踊場」と題された民話が広く知られており、踊場駅には猫のモチーフが随所に使われている。そのほかに伝わるものとして、木こりが滝の魔物を退治する話であり滝近くに主人公の供養塔も残る「まさかりが淵」、市民の森の小無行橋の少し上流に出た妖怪にまつわる「一口藪」がある。
なお、「まさがりが淵」を題材に、戸塚区演奏家協会によりオペラが制作され、
平成28年（2016年）、戸塚区内のホールで初公演が挙行されている。「猫の踊場」については、MECにより踊る猫を題材とした創作オペラが平成10年（1998年）に上演されているのに加え、いずみ紙芝居一座による紙芝居、よこはまミュージカル牧場によるミュージカルが演じられているほか、令和元年（2019年）には劇団ふぉんてによる「踊場猫南蛮戯画「ネコ・ネコ・アザラク」」と題された演劇が泉区民文化祭の一環として泉区内の劇場で上演されている。また、平成29年（2017年）には踊場駅の発案により、地域との連携のもと、猫にちなむ2月22日をはさんだ期間に「おどりばねこまつり」が開催され、駅構内での猫の写真展示等、様々な企画が催された。

## 地域活動
踊場地区センター、東汲沢小学校コミュニティハウス、踊場公園こどもログハウス、汲沢地域ケアプラザにおいて各種地域交流、健康増進活動、子育て支援、介護支援、文化活動、スポーツ活動等が幅広く実施されている。また、当地域に組織されている汲沢連合町内会、北汲沢連合町内会、踊場連合町内会がそれぞれ広報誌を発行しており、地域活動の取組等が紹介されている。
相互扶助分野では、「地域組織やボランティア組織を一体化し、地域と行政が相互協力して、地域住民が安心して暮らせる組織づくりを行う」との趣旨に基づき、平成21年（2009年）設立の公益社団法人北汲沢地域総合福祉活動委員会が汲沢5丁目から汲沢8丁目の北汲沢エリアにおいて地区住民による外出支援および家事支援活動を実施している。
防犯分野では平成31年（2019年）、神奈川県の地域連携モデル事業と認定されたことを契機に、踊場公園の管理組織を母体として、大災害時の治安悪化防止を目的とする自警団おどりばキャッツが結成され、活動を開始している。
スポーツ分野では平成19年（2007年）、汲沢小学校を本拠地に、3つの連合町内会と小学校との連携のもと、総合型地域スポーツクラブであるクローバースポーツクラブが設立され、現在に至るまで様々な競技の教室等を運営しているほか、年少者対象のサッカーチーム、野球チーム、バスケットボールチーム等も活発に活動している。
文化分野では、年少者を中心に、笛や太鼓、獅子舞といった地域の伝統芸能の継承を目的とする汲澤囃子連が活動をしており、正月行事等として地元の各種施設などで演奏を披露する機会を設けている。

## 明治初期までの知行者、知行高、戸数等の変遷
戦国大名北条氏康の命のもと、「家臣らの所領に対する普請役、すなわち労働提供の賦課の状況を主として調査させ、その台帳として作成させた」ものに『小田原衆所領役帳』がある。永禄2年（1559年）の奥書のある同文書には、「玉縄衆知行役 左衛門大夫殿 四百五十八貫三百文 村岡上下」とあり、左衛門大夫とは、玉縄城第三代城主北条綱成を指すが、これを収録する『平塚市史第1巻』は、「村岡上」に当たる部分について、「原宿・深谷・汲沢・東俣野・上俣野の五村、以上大半横浜市戸塚区中西部の諸町あたりが村岡上か」と比定している。「村岡上」の範囲に関しては、戸塚の郷土史家は原宿、深谷、汲沢、上俣野の４村であるとしている。汲沢の旧家である森家の家譜に載る天正期の人名へ添えられた書き込みには「往古は深谷・汲沢・中田三ヶ村一村也」とあるという。
天正19年（1591年）12月26日の日付の入った、彦坂小刑部（元成）から戸田九平（勝則）へ宛てた知行替状には「相州東郡具味沢 一 九拾九石三升」とあり、石高は99石。以降、幕末まで旗本戸田氏の知行地となる。
江戸幕府の命を受け元禄13年（1700年）から15年（1702年）に作成され、元禄16年（1703年）7月との年紀の入る『相模国郷帳（元禄）』では「一 高百拾石 汲沢村」とあり石高は110石。
同じく江戸幕府によって作成され、天保5年（1834年）の年紀の入る『相模国郷帳（天保）』では「一 高弐百七拾八石七斗壱升弐匁壱才 汲沢村」とあり、石高は278石。
天保14年（1843年）ごろの作成とされる『相模国寄場組合村高家数明細帳』には
「高弐百弐拾四石三斗 家数四拾軒 戸田久助知行 同郡（鎌倉郡） 汲沢村」とあり、石高224石、戸数40軒となっている。
『明治三年庚午十一月汲沢村明細帳』には「一 高弐百八拾五石七升八合」、「家数五拾壱戸」、「人数 弐百九拾弐人」とあり石高285石、51戸、人口292名となっているほか、雑穀に関し「大麦 大凡 百互拾石位」（約150石）、「小麦 大凡 六拾石位」（約60石）、「菜種 大凡 拾弐石位」（約12石）、「粟 大凡 八拾石位 」（約80石）、「小豆 大凡 弐石五斗位」（約2.5石）、「蕎麦 大凡 七石位」（約7石）との収量が記載されている。
明治初期に明治政府によって作成された『旧高旧領取調帳』には「旧領名 戸田五助知行所 旧高（１）285.078003」とある。
明治12年（1880年）2月の年紀の入る『皇国地誌』には「田 十六町九反四畝十九歩 畑 百九町九反一畝二歩」、「戸数 総計五十八戸」、「人員 総計三百二十五人」とある。
明治初期、陸軍による各地域の調査結果をまとめた報告書『偵察録』は、鎌倉郡戸塚周辺では明治15年（1883年）4月に作成されているが、武蔵国都築郡今井村を含む戸塚周辺31町村の詳細を記載するなかで、汲沢村に関し「人口三三一」とあり、農作物石高の内訳は米「一六九」、大麦「一〇〇」、小麦「一五〇」、雑穀「一五〇」に対し馬鈴薯「四〇〇」となっている。戸塚周辺での馬鈴薯の生産は、汲沢村を除くと、今井村で少量記載されているのみである。

## 名所旧跡

### 縄文遺跡
旧汲沢高校（現横浜桜陽高校）新築時、宇田川最奥部に位置する細田地区の段丘上に遺跡が発見、遺物が数多く発掘された。細田遺跡と称され、竪穴建物4軒からなる約6000年前の縄文前期のムラの様子および半円状に配置された同7軒からなる約5000年前の縄文中期のムラの様子が明らかにされたのに加え、土器、弓矢用石鏃、土堀り用打製石斧、木工用磨製石斧、漁労用の石器などが出土したという。また現在の汲沢小学校の敷地でも縄文早期の遺跡である大丸遺跡が昭和30年代中頃に発掘調査され、早期の各様式の土器と約6000年前にあたる早期後半の炉穴が発見されているが、両遺跡とも現存しない。

### 宝寿院
汲沢山宝寿院願行寺は、『汲沢小史』によると宝亀3年（772年）の創建。当初は宝寿坊と称する庵が現在の伽藍の北に位置する源氏山の上にあったとされる。天正年間に宝寿坊の住職桂順が手広青蓮寺の末寺として開山、願行上人作の不動明王像を納めたことから、願行寺と称したという。一方、『新編相模国風土記稿』によれば天文23年（1554年）以前、長順により中興開山とされる。また『汲沢山宝寿院願行寺由来』は『皇国地誌』に拠る宝亀説、過去帳内の「当寺開山願行上人」との一節に基づく鎌倉時代説、旧家による明治初期編纂の文書『汲沢往来』 が伝える天正説の3つを紹介している。
本尊の不動明王像には明暦3年（1657年）の銘があり、さらに胎内にも小型の不動明王座像が納入されている。これらの不動明王像について『汲沢往来』は、天正年間のこととして「本尊無故織部本尊丈八寸許り願行上人作不動を納め（後略）」と伝え、さらに明暦3年のこととして鞘仏を作り本尊を御腹籠りとした旨を記すほか、秘仏である本尊像が大山不動と同木であるとの旨を記述しているという。なお、雨降山大山寺本尊の願行上人作不動明王像は、鉄製であり、国の重要文化財にも指定されている一方、享禄5年（1532年）制作の『大山寺縁起絵巻』下巻第9段には、大山寺の開基となった良弁（宝亀4年没）によって「槻」、すなわちケヤキの木から本尊が彫り出されたとの記述がある
。昭和56年（1981年）には宝永6年（1710年）以来271年ぶりとなる大開帳が行われた。そのほかに当寺に伝わるものとして、日本独特の守護神であり延宝6年（1678年）造立の三宝荒神立像、文政2年（1819年）建立の木食観正碑などがある。
『汲沢往来』はまた、雨乞い祭祀との関連においてまさかりが淵にも言及しつつ、「宝寿院の不動御丈八寸、願行上人作御腹籠、雨乞の節開扉致、急度雨降申候、青蓮寺様立合ニテ其後扉〆切成後ハ深谷ト汲沢両村境鉞淵ヲ両村立合ニテカ以干す時ハ阿め婦り申候」とも伝えるという。真名本『大山寺縁起』には、大山付近の滝に関し「当山霊所異迹衆矣。二重瀧下有レ瀧。曰二雷瀧一。瀧形如レ瀆吐レ浪。瀧鳴雲起。不崇時而雨。」との記述があり、崇敬を欠くときに雨が降ると伝える
。
安永4年（1775年）の奥付が書写され、天保15年（1844年）の年号も入る『相刕鎌倉郡三拾三所順礼哥』と題された文書には、当郡内の三十三観音を経巡る形で、地名、寺名に続いて、山崎光信作の歌がそれぞれ一首添えられているが、宝寿院は第２７番札所として挙げられ、蓮華寺との寺名、運慶作十一面観音との仏像名とともに、「有かたや大ひの池水汲人の 心の花の開く蓮華寺」とある。これは『新編相模国風土記稿』の汲沢村の項に挙げられている「観音堂 十一面観音を安ず」に符合するという
なお、本文書に三十三観音として挙げられているのは以下の通り。１雪の下 新清水寺、2扇ヶ谷 花光院、3いつみか谷 松岸寺、4桜ヶ谷 向陽庵、5住吉 正覚寺、6こつぼ 報身院、7こつほ 香蔵寺、8西御門 法花堂、9建長寺 飛石山、10けん長寺 千手堂、11山の内 松岡山、12円覚寺 □□□□堂、13市場 かめい堂、14大舟 岡の堂、15かさま 法安寺、16公田 こまかた堂、17本郷 坂中寺、18野葉 浄念寺、19まい岡 桜堂、20まい岡 円福寺、21上倉田 さそう堂、22戸塚 朝日堂、23あくは 観音寺、24飯田 大石堂/寺、25いづみ 正法寺、26中田 いなは堂、27ぐみ沢 蓮華寺、28原宿 浅間堂、29かない 玉泉寺、30たや 大雲庵、31いゝしま 正福寺、32玉縄 仁伝寺、33渡内 慈眼寺。
元禄年間に本堂を焼失するも宝永年間に再建、関東大震災時に本堂が倒壊するも、昭和2年（1925年）に再建。その後、平成元年（1989年）から同5年（1994年）にかけて現在の伽藍が建立された。境内には樹齢180年樹高32ｍのイチョウおよび樹齢110年のシダレザクラがあり、横浜市の名木古木として指定されている。

### 五霊神社
神奈川県神社庁によると元亀2年（1571年）、当時の汲沢村が村岡郷に属していたことから、同郷の総鎮守であった宮前村（現在の藤沢市宮前）の御霊社を勧請して創建。村岡良文、村岡公致、村岡致成を祭神とするが、後に鎌倉景成、鎌倉権五郎景政を合祀。祭神が五柱となったことに伴い、五霊神社と称される。慶長2年（1580年）、社殿を再興した際に、氏子から松苗を集めて境内に植林したという。
創建事情について『汲沢往来』は「鎮守五霊権現勧請ハ慶長二年丁酉九月十九日也、宝寿院桂順の代、七条袈裟上に当来り、宮の前村より」とし、汲沢が「元ハ村岡と申也、百姓十二、三軒なり、松苗十二本ヅツ植付申候」と伝えるといい、五霊神社と宝寿院の創建についての同書の記録を合わせ読むと、「室町末期の戦国時代（天正年中）に古義真言宗の修験が村（汲沢）に住み着き、村人（森家や石井家）の支援により寺（宝寿院）や社（御霊神社）を創建していく様子が具体的に記されている」と解釈されるとともに、御霊神社の分布と、境川の氾濫に関係するサバ神社の分布とが異なるとする説がある。『汲沢小史』は勧請時に宮前まで赴いた12名の名前を伝えている。
鎌倉権五郎景政を祀る御霊神社は、名称の変更を伴うものも含め、旧鎌倉郡を中心に神奈川県内に14か所現存する。関東平家五家、すなわち村岡、鎌倉、梶原、大庭、長尾の各氏の祖神として武運長久や子孫繁栄を願って設けられ、宮前御霊社の由来を伝える文書に記された霊験の数々を見るとさらに、江戸時代には国津罪からの除罪や除災、除病などの万能神として広く民衆に信仰されていたことがうかがえるという。
慶長年間に植えられた松のうちの2本については、『皇国地誌』に「社地中老松二株アリ蓋シ四百年余ノモノナリ」との記録があり、うち1本は御神木として第二次世界大戦後まで残ったが現存しない。鎌倉郡役所文書では、明治12年（1880年）「神社明細帳」に五霊神社についての記載も見られるほか、「神職名簿」にも資料が残る。鳥居3基のならぶ石段脇には、日露戦役凱旋記念と記された狛犬、青蔦戦役凱旋記念と刻まれた灯篭が配置されるほか、江戸中期から昭和に至るまでの石造物が数多く残されている。境内上部には昭和57年（1982年）に竣工した社殿が立つ。樹齢180年樹高30mのモミノキがあり、横浜市の名木古木として指定されている。

### 大丸祭壇
踊場駅から汲沢交差点へ抜ける岡津道が坂を下り終えたあたりに祭壇が設けられており、富士山信仰に由来する明治23年（1890年）建立の富士嶽神社碑のほか、地神塔（明治7年/1874年）、庚申塔（天保14年/1843年）、三申付庚申供養塔（宝暦9年/1760年）、石塔（慶応4年/1868年）が祀られている。このうち、天保期の庚申塔には「南 ふじ沢 北 かしを 東 とつか 西 八王子」と刻まれ、道標としても用いられていたことが見える。左には、「日の本の 鎮なりけり 千代八千代 容かはらし 山も富士のね」と刻まれた扶桑教信徒建立の紀元二千六百年記念碑（昭和15年/1940年）が建つ。富士嶽神社碑の前では毎年4月1日、白装束に金剛杖姿の信徒が禊祓や祝詞などを唱え、また子供たちに菓子を配ったという。土盛の上には平成9年（1997年）に新たに設置された富士浅間祠堂がある。設置にあたり代表者が須走登山口にある富士浅間神社の本宮まで持参、祈念をうけた御札が祀られているという。

### 汲沢の七杜ほか
『汲沢小史』の名所の項目には、汲沢の七杜として以下の7つが所在地および祭神とともに挙げられている。すなわち、御伊勢様（天照大神）、山王様（樋速日命、大山祇神）、第六天神様（両足能命、惶根命）、神明様（天照大神）、子の神様（大国主命）、的場稲荷（倉稲魂命）であるが、これらはいずれも小規模な祠であり、現存しないものもある。また同書は、古くは高札所の置かれた地である中村三差路バス停脇の子育て地蔵について供養日である8月23日の夜、粟餅を配ったことから粟餅地蔵とも呼ばれたことのほか、汲沢交差点角の大山不動尊、中村三叉路交差点に隣接するガソリンスタンド先の成田不動尊の来歴についても紹介。天台と呼ばれる丘の頂上部に位置する汲沢小学校裏門わきの鳩糞稲荷については、桜の古木があると記述しているが、現在は大きな根株が残るのみであり、それを覆う形で常緑樹や蔦が青々と茂っている。大規模造成が実施されることのなかった汲沢地区にはこのほか、文献中にも記載のない祠が住宅地や畑のそこここに点在し、古い時代の記憶を伝えている。
江戸中期から後期にかけて最盛期を迎えた大山信仰は、先達師のもと、広範な地域に大山講の形成を見るが、明治初期、先達師ごとの布教圏を掲載した資料に、『大山開導記』があり、鎌倉郡の項の筆頭には、先達師の名とともに戸塚宿一丁目から六丁目を含む21ヶ村が挙げられる中、汲沢村の名がみられ、58戸と記載されている。

### 畠山重保陣屋跡
『皇国地誌』は以下のように伝える。
「陣屋址 本村西北の方、字六郎の丸にあり。東西一町五十八間、南北五町二十四間、面積九町四反九畝二十三歩、楕円の状をなし、遺濠これを回る。土を鑿つもの往々にして古瓦、或は古城具を得う。此より南の方、直径九町を隔つて的場と呼ぶ処あり。亦た東南の方へ距ること十二町十七間にして御能場と称する地あり。何れも旧字名にして、近来字名を更に細田、御所水と改号す。里老の口碑に伝ふ、正治年間、秩父の庄司重忠の子、畠山六郎重保、該地に居住し、鎌倉幕府に仕ふ、其後、元久二年武蔵守源朝雅の讒言に因て相模守北条義時のために撃殺せられ、卒に滅亡すと云々。」
『汲沢小史』はさらに、御能場が現在の細田地区、的場が御所水地区にあると補うとともに、「男に美男なけれども、畠山六郎は男美男よ」との一句が、大正期まで汲沢で歌われていた米搗歌の中で聞かれたと紹介している。

### 源氏山
『皇国地誌』は以下のように記す。
「直立二八丈本村の中央に位す。山上へ登臨すれば、一目の下に七州を望むべし。その東南は本郡の六国見および武州金沢諸山重畳せり。転じて西北を瞩すれば上州の赤城榛名あるいは秩父の峰巒、連綿として起伏し、その後口に高く聳へて雲中に縷々と烟火を噴くものは信州の浅間嶽なり。また西方を仰ぎ望めば富嶽の白雪玲瓏として不絶皐天に連り、甲斐の身延、本州の雨降、二子は児孫の如し。金時山は壮士の怒立する者の如くして脚下には整列す。稍々頭を左に回らせば、豆州の天州は青螺の壮を呈す。その側らに波瀾渺茫の際に巨船および漁舟の白帆、殆ど白鳥の遊舞するに髣髴たり。嗚呼此観海山の勝景と謂て可なり。」当地の旧家である森家の家譜によると、源義家の六男である源義隆を同家の元祖としているという。
この山の西側には、直線的に下る横浜市内でも有数の急坂があり、富士山を正面に望む。また、中腹にある子の神公園の案内板には、源氏山、天台、日向山といった小地名の説明がある。

### まさかりが淵市民の森
宇田川が深谷町との境に差し掛かる箇所に滝が形成されており、付近の6.5ヘクタールが昭和59年（1984年）に市民の森として整備され、淵に住む大蛇と木こりについての民話が伝わる森として広く親しまれている。滝周辺には公園開設に際し自然石による石組みが構築されている。川の南東側は、大部分が雑木林の広がる斜面となっている一方、平坦地には梅林や休憩所が設けられている。大久保神社近くの高台は殿山と呼ばれ、公園内の殿山広場にその名をとどめるが、『汲沢小史』によると明治期前半、ここに大阪のコメ相場を伝える信号所が配置され、望遠鏡で大磯を遠望し、三ツ境へ手旗で信号を伝えたという。同書はまた、まさかりが淵から柏尾川の赤堰まで横穴が通じており、赤堰の大蛇も行き来していると信じられ、また日照りの年にはこの淵の水を村人総出でかき出して雨乞いをすることで慈雨がもたらされたとの伝承を紹介している。

### 村岡川
現在、宇田川と呼ばれる川は、第二次大戦後まで村岡川という名称であった。村岡という地名は現在、藤沢市東部の柏尾川北岸に村岡東として残る。『新編相模国風土記稿』の原宿村（現戸塚区）の項には、「抑村岡郷は鎌倉七郡の一なり、此地名最古く聞えし唱にて高望王始て平氏を賜ひ、総介に任せらる、上の五男良文始て当郷に住せ□をもて村岡五郎と称呼せり」とある。同書の渡内村（現藤沢市）の項には、「村岡五郎良文宅跡」と題された記述があり、村岡（平）良文、村岡忠道、鎌倉景成、鎌倉景政らが代々居住したところであるとの旨を伝える。『藤沢の地名』は藤沢市宮前の南町稲荷社付近の小地名である古館が彼らの居館の地であるとの伝承、鎮守府将軍として都から東国へ下向した後、当地方へ移り住んだ平良文により村岡城が築城されたのが村岡の起源であるとの伝承、藤沢市宮前の御霊神社はその良文により天慶3年（940年）に勧請され総鎮守となったとの伝承、良文の家系に連なる村岡五郎忠道、鎌倉源五郎景政が村岡と呼ばれる地域を治めたとの伝承を伝える。
汲沢を流れる村岡川という名称については、旧汲沢町字一丁ヶ谷小字五三枚が村岡良文によって開墾され、そこに源を発する村岡川もまた良文と関係するとの旨の伝承がある。室町期、玉縄城主北条綱成の知行地であり汲沢もその一部であると比定される「村岡上」という地名、あるいは、宮前御霊神社を勧請し創建された汲沢五霊神社の祭神である村岡良文、村岡公致、村岡致成という人名の存在に加え、『新編相模国風土記稿』も鎌倉郡の11郷を概説する中で村岡郷の「管する村十六」として、原宿、深谷、汲沢、高谷、小塚、宮前、弥勒寺、東俣野、上俣野、柄沢、城廻、関谷、植木、岡本、渡内、山谷新田を挙げる。
『皇国地誌』は汲沢村の項に以下のように記す。「村岡川 源は本村西北の方、中田村山間に発し、潺々たる小流の末、或いは村内北の方、耕地に起り、其支流数条を合併し、西の方、字畑田に至りて、始めて川となる。屈曲して湾流すること十二町三十間にして、西南の方、深谷村に入る。幅広き処八間、狭き処三間、最も深き処一丈二尺、浅き処三尺、水勢緩にして清し。舟筏通せず。」まさがりが淵の滝についての言及はないが、これは深谷村の項においても同様である。1970年代に入り名称の変更があったが、それに対して『汲沢小史』は、村岡良文の子孫にして三浦義明の弟、芦名三郎為清を祖と仰ぐ著者 の写真も入る前書きにおいて、「数年前より横浜市の事業の一つとして宇多川改修が上がっておりますが、宇多川とは何時、誰が改名したか、歴史を知らぬ行政の落度として、地元の人は憤慨しております。」と怒りを露わにしている。
村岡川を中心に、流域の深谷、原宿、汲沢、中田各村の草創について論じた郷土史家による論文がある。そのなかで著者は、平安時代の終わり、新興勢力である武士が開墾を行うことで村岡川およびその近隣に俣野、飯田、長尾、村岡などの郷が新たに生まれたとはいえ、『新編相模国風土記稿』に「閑地」と表現されるような開拓が不十分なままの土地が狩猟や採集の場として広く残されており、利用に際しての優先度合いが徐々に決まっていったにせよ、「閑地」がそのような郷と郷との間の境としての役目を担うこととなったとの旨を述べる。そのうえで、深谷、原宿、汲沢、中田の名が鎌倉時代から室町時代の資料に見られない理由を「村岡川の流域も似たような閑地として存在し」ていたことに求める。さらに著者は、時代が下り室町末期の戦国時代になってようやく、実力と実利がものを言う時代背景もあって村岡川一帯の開発が進んだことから、「閑地は消滅して郷も細分化され、新たに境界を定めた近世村落への形成へと移行」したとするとともに、「村岡川流域の開発は、中世から近世への移行過程における地域的歴史現象」と位置づけ、そのような移行過程において「流域の閑地は玉縄城主の所領となり、村岡郷に編入されて細分化が進み、郷から自立し近世四ヶ村の誕生へと移行した。」とまとめる。そして、『汲沢往来』等に伝えられ、今なおこの地に子孫が居住する「草分け祖先へと遡る開発の歴史」を有するからこそ、村岡川という名称に対する地元の人々の深い思いがあるとの認識を示している。
『皇国地誌』では深谷村より上流が村岡川と呼称されていたのにもかかわらず、宇田川と公的に呼ばれていることに対する異議は平成14年（2002年）、旧中田村地域の河川愛護団体「なかだ村岡川愛護会」による横浜市泉区長への申し入れという形をとる。区長を通じて回答を寄せた神奈川県は、横浜市下水道局発行の資料を基に、宇田川との名称が下流部分へ堰を大正期に建設した宇田氏の功績をたたえるものであるとしつつ、「昭和46年に神奈川県が管理する二級河川として指定した際、法の規定に基づき、横浜市長の意見をきいたうえで、その名称を「宇田川」として公示したものです。」と決定の経緯を説明。さらに、河川名称の変更手続きに関し、市町村議会の議決を踏まえた市町村長の意見をきいたうえで県が変更、公示することになるとの旨を述べ、「「宇田川」を変更したいというご提案でしたら、まずは、流域の皆様や市におきまして、合意形成を図っていただくことが必要であると考えております。」と回答している。
旧村岡川沿いに昭和52年（1977年）横浜市によって創立されたのが市立汲沢中学校であるが、七五調文語文で書かれた校歌では、この川のことが、「村岡川」でも「宇田川」でもなく、「白雲なびく汲沢に 歴史を刻む柏尾川」と詠まれている。作詞者は作詞当時新聞記者であり、葛野小学校の校歌も作詞している。

### 汲沢御所水公園
汲沢町300番地台から400番地台にかけての地区を字御所水と称する。宇田川にかかる川向橋の上流東側に、横浜市によって10年にわたり行われた治水工事の末、二段式の貯留池を備えた宇田川遊水地が平成22年（2010年）に完成し、隣接地が汲沢御所水公園との名のもと、修景地および公園として開放された。御所水との地名の由来に関し『汲沢往来』には「当所の古跡相尋に御所水と申字阿里、昔鎌倉足利尊氏子持氏御所にても有之候哉、足利家より御所号無之」との記述があるというが、この一節を紹介した郷土史家は、史実との違いについて、「持氏は尊氏の子となっているがこれはどうしたことであろうか。」と指摘するにとどめている。『地名の語源』の「ゴショ」の項には、「１五升（収量で、あるいは撒く量で示す地積）２高所 ３草むら」とある。汲沢町400番地台から600番地台にかけては字畑田というが、この地区にも御所脇という小字がある。まさがりが淵から汲沢御所水公園にかけての宇田川沿いには休憩所や親水施設、遊歩道が整備されており、遊水地近辺とあわせた一帯においてカワセミ、シラサギ、アオサギ、カワウ、カルガモ等の水鳥が観察される。

### 六十六部廻国供養塔
中村三叉路近くの宇田川を望む休憩所から南東へ続く道を進んだところに供養塔があり、正面に「奉納 大乗妙典六十六部廻国供養」、側面に「相州鎌倉郡汲沢村 願主 浄蓮」、「天明三年卯年九月吉日」と刻まれている。六十六部とは、六部とも呼ばれ、近世まで66か国に分かれていた日本のすべての国を経巡り、各国で法華経を納めることにより功徳を得ようとする巡礼者を指す。鎌倉幕府成立時の有力者である源頼朝、北条時政、梶原景時の前世が六十六部廻国聖であったとする伝承が定着していたという。人々の移動の自由が制限されていた時代にあって、この種の巡礼者は「経典を収めた銅製経筒を埋納して経塚を築く納経聖であったり、諸国の一宮・国分寺はじめ数多の寺社を巡拝して何冊にもわたる納経帳を遺す廻国行者であったり、また鉦を叩いて念仏をあげ、笈仏を拝ませて布施を乞う、そしてときに所持する金子ゆえに殺される六部であったり」と、様々な姿をとりつつ「民俗社会における異人・来訪者の代名詞」のような存在であったという。納経先は厳格に定められてはいなかったものの、相模国においては鎌倉の鶴岡八幡宮が有力であり、武蔵国では諸寺社が入り混じる中、府中の六所神社などがあった。供養塔が建てられる経緯としては、巡礼完遂、中途での死没、宿の提供、作善など様々なものがあった。汲沢で供養塔が建てられた天明期すなわち1780年代には、世界的な規模での寒冷化が観察され、フランス革命の一因になったともされる一方、日本では天明2年（1782年）、大飢饉が発生。翌天明3年（1783年）には岩木山、浅間山が大噴火をするに及び、状況はさらに深刻化する。浅間山は、旧暦で4月から7月初旬まで、太陽暦の5月9日から8月5日頃まで約90日間活動し（天明大噴火）、8月4日には関東中部で降灰のため昼も暗夜のようになったいう。このときの噴火活動が収束した直後にあたるのが、天明3年9月という当地の供養塔に刻まれた日付である。
口承文芸に現れた六部の例を考察し、「村の外部から特定の村人に宗教的力能を与えることができるのが、民俗社会における＜六部＞」であったと論じつつ、六部自身が抱いていた信仰内容と六部に接した村人が六部に関して抱いた信仰内容とが一致するものでもなく、そこには「二重構造と不整合」が存在し、また、だからこそ生まれる「ダイナミズムを理解」することの意義を指摘する論文がある。十返舎一九による文化7年（1810年）刊行の『滑稽江之嶋家土産二編中巻』には、鎌倉の長谷観音付近の茶屋に泊まった主人公二人が近所の湯屋に行った際、湯を汚す行為を行った人間として六部が登場する。

### 踊場
旧汲沢町および泉区側の旧中田町、現在の汲沢7-8丁目、中田東1丁目付近にそれぞれ、踊場という字名がある。踊る猫の伝説で知られる当地は、県道が戸塚方面から上ってきて中田方面へ緩やかに下る峠となっており、雨降山との別名を持ち阿夫利神社をいただく等、山岳信仰において「雨乞いの山として有名 」であった大山を正面に望む。古くはこの道は「とつか道」と呼ばれる大山道の脇道であり、東海道沿いの清源院脇から出発し矢沢を経由したのち踊場を経て東原方面へと向かう経路をたどっていた。峠部分は、古くは烏帽子山と呼ばれており、現在より3ｍほど高く、追はぎの出るような寂しいところだったという。伝説に関係する供養塔が駅近くに現存しており、碑文には元文2年（1737年）との年号とともに、汲沢大丸を含む戸塚周辺の町村名が刻まれている。『汲沢小史』は、踊場という地名がほかにも各所にあり、多くは村境に位置する尾根道上の広場であって物品の交換所としての機能を担っていたとの旨を指摘している。汲沢町南端部の吹上交差点からまさかりが淵市民の森方面へ抜ける道の西側も深谷町字踊場と呼ばれ、踊場交番付近と同様、尾根上の地形となっている。 踊場の峠の西北側の泉区中和田地区は戸塚との交流が少なく、江戸期中期から明治初期にかけての寺子屋の通学範囲、姻戚関係、青年団会報掲載の商店広告からみて、長後や福田等、現在の藤沢市域や大和市域とのつながりが深かった様子が観察できることから、当地がある種の境界を形成していたことがうかがえる。
伝説の背景としては、4つの村の村はずれにあたっていたことから村相互の親睦を図るために若者たちが踊った場所であるとの説、「わしゃ猫じゃ」と叫びながら踊りまくる若い娘が出没すると同時に戸塚宿で手拭いがなくなるようになったが供養塔を建てたところおさまったとする説 、市場に伴う歓楽街があり客をもてなす女が舞ったとする説等が唱えられている。『戸塚郷土誌』は奈良時代の章に出典を挙げることなく当地が市場に伴う行楽場であったとしている一方、『明治三年庚午十一月汲沢村明細帳』には「市場 なし」との記載がある。
明治維新に至るまで寂しい所であったが故に生じる問題を受け、明治3年（1871年）、汲沢の郷士のひとりが家を建てて家族に番人役をゆだねたことを機に、当地に人が住むようになった。明治35年（1902年）に着工した長後街道の建設が大正3年（1914年）に完成し、バスも走るようになると事情も一変。国鉄勤務者を中心に移住が始まる。昭和3年（1928年）、東明土地株式会社が土地分譲を開始。翌年には旧汲沢町字一丁ヶ谷小字五三枚の53区画を売り出したが、富裕層でなければ購入できない価格であったといい、軍人、実業界の大物、役人らが移り住んだ。それらの人々により地域活動が開始され、数年のうちに納税組合の結成、防水用水池の建設、火の見櫓の設置をみるとともに、組合会員向けに「踊場親交会」と書かれた円筒状の小田原提灯も作成されたという。
当地や周辺各地における踊場の踊る猫についての様々な形の伝承を文献調査および中田地区での現地調査に基づき紹介したうえで、踊場という場所の位置づけ、そしてそこで行われる踊りという行為の意味合い、猫との結びつき、供養塔建立の背景、新たな伝承と解釈の生成等について民俗学的考察を加えた論文がある。その論文では、『地名の語源』中の「オドリバ」という地名に関する「村里を離れたさびしい場所で、虫送り、亡霊送りなどでそこまで送っていく所、狐の踊る所」との記述、および柳田国男の「踊の今と昔」中の「全国の舞台または踊場と呼ばれる地が村の境、民居の外辺などの交通の衝に当た」り「踊りの目的＝神仏を喜ばせて災害除去を祈願するため」であるとの旨の記述を引きつつ、具体的な実証も必要であると断りながらも、当地について「恐らく泉区の踊場も同様に、村境に位置し災害除去を願って踊りを踊った場所であったのではないだろうかと思われる（後略）」、「様々な話のまつわる”オドリバ”だったからこそ寒行の供養塔が建てられたとも言え、それは実際、亡くなった人や動物の霊を慰めるためであったかもしれない。」と述べられている。
フランス人民俗学者の筆による『疱瘡神』は、当地への言及はないものの、柳田国男の「踊の今と昔」を引きつつ、疫病除けの踊りについて「疱瘡踊りは疱瘡神に、踊り手の誘導に従って村から立ち去ってもらうことを目的として行われた。これはいわゆる疫病神送りであり、流行病に対する最も一般的な対抗手段である」とし、虚空蔵、山ノ神、観音、お伊勢様、疱瘡神等さまざまな神がこの種の習俗において、お参りの対象となった例を挙げている。『疱瘡神』はまた、疱瘡踊りの一種に数人で踊る馬方踊りと呼ばれる形態があり、「旦那とされる人物が馬子の馬に乗り、伊勢神社に参拝し帰ってくる」との内容の踊りであると説明したうえで、この踊りが「神の来訪を祝する踊りと考えられ」、「また、疱瘡踊りの女たちは、神がかりの巫女であったとも考えられよう。」と述べている。さらに踊りの際に女たちが歌う歌詞の例を紹介しているが、その中に「お疱瘡神さま 踊り好きでござる 踊りゃ踊れば お疱瘡も軽い」との一節があり、これを「人々は踊りによる祈願で疱瘡神に楽しい気分になってもらい、疱瘡を軽く済むものにしていただこうと考えていたものと解せられる」と解釈している。戸塚では、『新編相模国風土記稿』戸塚宿の項に、牛頭天王社、すなわちお札撒きの祭礼で知られる八坂神社の末社として「疱瘡神」との記載、上倉田村の項に「疱瘡神社 村人持」との記載があり、『東海道分間延絵図』には、牛頭天王社の西側隣接地に「疱瘡神」との書き込みが見える。『新編相模国風土記稿』中の汲沢村、中田村、深谷村の項には疱瘡の名を冠する社への直接的な言及はない一方、宮ノ前村の項には、鎌倉源五郎景政を祭神に掲げる御霊宮の末社として「疱瘡神」が挙げられており、「景政の勧請と云ふ」との説明が付されている。 汲沢、中田、深谷の３村ともに、鎌倉源五郎景政を祀る神社を有する。上述の『疱瘡神』の著者はさらに、仏教系の仏も疱瘡守護神となると指摘し、伊豆、相模地方で篤い信仰の対象となった妙心大明神を挙げるほか、「直接疱瘡神と呼ばれなくとも、ある神が疱瘡守護の神として祀られている事例も多い」としつつ、六浦明神、昭心明神、笠森稲荷の例を挙げるとともに、寛政4年（1792年）刊の相模国大山寺塔頭養智院心臓和尚による『大山不動霊験記』に見られる「多数の疾病に関する記事」の中から、踊りについての記述はないものの、現在の海老名市を舞台とする「相州大谷村五兵衛ヶ息重キ疱瘡不動尊祈リテ平癒セシ事」と題された説話（第八巻一） を紹介している。『神奈川の疱瘡神』は、旧武蔵国地域を含む神奈川県内に分布する疱瘡神のリストを掲載しているほか、箱根町畑宿の駒形神社境内の疱瘡歌碑に刻まれた「疱瘡をかろく するかの山 たかく けふ之つかみの はしめなる らむ」との碑文を紹介している。
『神奈川県民俗芸能誌 増補改訂版』は、「旧相模国の殆ど全域に渉り、少女を中心とする若い女性だけの踊と唄が明治末年ごろまで存続」したと指摘。現南足柄市関本のものが昭和20年代、「ささら踊り」との名称で、県により無形民俗文化財として指定された旨を挙げつつ、盆唄とも呼ばれるこの踊りに関して、伴奏楽器としては元来神招きの呪具であったビンササラを用い、踊りの時期は七夕と七夕前日を中心とする六月から八月の夏季であり、踊りの形態は右回りの輪になってあるいは列をなし、全身屈と引き足との組み合わせを伴うものであると紹介。同書はまた、南足柄と同様のリズムが、汲沢、藤沢市葛原、藤沢市遠藤、厚木市愛甲、茅ヶ崎市芹沢、綾瀬、二宮、大磯、秦野市戸川、厚木市下依知、南足柄市内山で観察されたと伝えるとともに、各地で採集された歌詞を収録。現泉区の和泉および中田地区については15編を掲載しており、その中には、「わたしとあなたは 門なら扉 朝にわかれて 夜にあう」、「としは十六 ささげの歳よ 誰に摘ましよか 初なりを」などの詞型に則ったものと並び、「あの子 前掛け ねずみに染めて あの子ちゃんを 猫にしてとらせたい」というものも見られる。同書はさらに、江戸期におけるこの種の踊りを伝える資料として柳亭種彦による文政6年（1826年）刊の『還魂紙料』を挙げ、踊りの様子を描写する「ここに七つ八つばかりなる子姫たち、美しく出立ち、太鼓を手ごとに持ちつれ、おもしろく歌をうたひ踊まはるも、みな是七夕をなぐさむること、今に怠らずとかや」、「村にもあれ、町にもあれ、他所へ行きて踊るを、踊をかくると言い、かけられたる所より、また此方へ来て踊るをかえすといふ。これは少女のみにあらず。男子にもこのことあり。」ほかの記述を引用している。これら踊りの起源について『神奈川県民俗芸能誌 増補改訂版』は、仏教でいう盂蘭盆とは無関係で盆踊りとは異質のものであり、「江戸時代以前から全国に存在した七夕踊の流れと、江戸初期の寛永正保（1624-47）頃に盛んだった小町踊が合流したもの」と位置づけたうえで、折口信夫の著述を引きつつ、「女性が処女としての物忌み生活をした遺風」であると解釈している。『厚木市史民俗篇２』は、『還魂紙料』中「七夕踊」の項の挿絵について、正保年間（1644-47年）の画巻にみる七夕踊りの図に基づくものであると指摘。また本文にある「一五、六歳の少女が盆を待ちかねて、七月七日の七夕から美しく化粧して、太鼓を敲き小歌を歌って歩く。小町は昔から美人のことであるからこの名があるという。額に紅の鉢巻き、女帯を二つ折りにした襷を左肩から右脇へ結び下す。小女郎よろしく日傘を掛けさせ、房を付けた丸団扇を持ち、あるいは美しい扇などで扇がれて面白く唄を歌い、小路毎の友達の家へ行き踊りを踊る。太鼓の拍子は、踊りの間に入れるのは八つ拍子で、道を行くときは五つ拍子で」との旨の記述を紹介。さらに『厚木読物民俗誌』を引きつつ、厚木市域の盆唄では、「川や村境を挟んで、互いに相手の悪口を言い合いながら歌い合った（ウタイックラ）掛合いが普通であった」とし、参加者は娘のみと男女の双方があり、娘のみの場合、若い衆がからかいにやって来、また、昼と夜とで参加者の年齢に開きがあった旨を伝える。そして『演劇百科事典』に拠りつつ、踊り掛けられたら踊り返すという掛け踊りの背後に、このような行為によって厄神を送るとの意味合いがあったと指摘したうえで、これらの踊りが、「近世初頭の七夕踊りの一つである小町踊りの遺風を伝えるとともに、盆唄はその詞から中世に源流を持つといえるようだ」と推察している。
当地の伝説を含む踊る猫の話と「猫騒動物」と呼ばれる歌舞伎作品との関係を考察した研究がある。
北東にランドマークタワーも遠望できる踊場地区は現在、戸塚高校への通学路となっており、登下校の生徒でにぎわう。

### 横浜植木会社試作場
幕末から始まった横浜港経由の日本産輸出百合根が欧州において高値で取引されていたことを背景に、明治期から第二次世界大戦前まで、横浜植木株式会社が農家に委託をする形で、主にアメリカへ輸出される園芸用鹿子百合の百合根栽培が旧戸塚区の畑作地帯で幅広く行われており、大正14年（1925年）には、同社の試作場が現在の踊場交番から県営汲沢団地入口交差点にかけての斜面に開設され、百合根梱包用土の採取に加え、植木の試作、研究、改良等が行われていた。その関係で、戦前には外国人が当地をよく訪れていたという。圃場のほかに温室が2棟あり、メロンやマスカットが栽培されていたほか、岡津道沿いの土地には高麗芝も植えられ小学生の遠足場所になっていた等の関係者による証言がある

。 『戸塚郷土誌』には同社試作場の写真が掲載されており、温室も確認できる

### 戸塚競馬
昭和8年（1933年）、戸塚区吉田町に民営の戸塚競馬場が開設されたが、昭和17年（1942年）、戦時下の諸事情から汲沢に移転、現在の戸塚高校および汲沢団地付近に走路1000m、幅25mの馬場と観覧席が設けられた。戦後、開催週においては一日あたり5‐6万人の観衆を集めるなど大きな賑わいを見せたが、競馬法が改正されたこともあり、昭和25年（1950年）に公営競馬場が川崎で開設されたのを機に、事実上の閉鎖となる。神奈川新聞サイト内に当時の写真が掲載されているほか、国土地理院地図・空中写真閲覧サービスサイト内にて空中写真が閲覧できる（整理番号USA コース番号M696 写真番号85ほか）。なお、当地への高校移転理由として『戸塚高等学校建設由来記』は、空気の清浄さ、日当たりの良さ、静かさ、高低差の存在を挙げるとともに、富士、箱根、丹沢に加え、相模湾の眺望をも得られた点を指摘している。

### 岡津道
泉区岡津町から踊場周辺を経由して汲沢を南西方向に進み、宇田川近くまで出た後、深谷専念寺方面、さらに藤沢、小田原へと続く道が「岡津道」、あるいは「藤沢道」、「小田原道」とも呼ばれる道であり、現在は踊場郵便局や戸塚高校、汲沢小学校が沿道に並ぶ。
鎌倉時代初期、岡津は鶴岡八幡宮へ寄進され、武士が地頭として徴税を含む支配の全権を握っていたと推定されるが、文永7年（1270年）、徴税のあり方をめぐり、岡津町島田谷の居館に居住していた地頭、甲斐三郎左衛門尉為成と八幡宮側が対立した末、「八幡宮側が岡津へ使者を出して作の良否を確かめた上で年貢を決め」るとの条件を含む案で決着を見る。小田原北条氏時代、岡津を支配したのは太田大膳亮であるが、その所領は武蔵国、相模国にまたがるかたちで現在の埼玉県深谷市から平塚市にまで及んでおり、北条氏側の有力な武士の一人であったとも推定されているが、大膳亮自身は最大の領地であった江戸芝崎（現在の東京都千代田区文京区の一部）に居住していたとされる。
徳川家康によって江戸幕府が開かれた際、各地の代官を統括する立場にあったのが代官頭と呼ばれる職であり、相模国9郡のうち、鎌倉、高座、淘綾、大住、愛甲、津久井の6郡では、彦坂元正（元成）がその役を担った。元正は、代官頭の中でも有力であり、『戸塚の歴史』は「将軍の手となり足となって、諸制度の整備に手腕を発揮し、幕府の基礎固めに協力した」と評する。元正が手掛けたものに東海道、中山道の整備および伝馬の制の確立などがあったが、元正自身、後に戸塚宿本陣となる沢辺宗三（恒久）の妹を妻に迎えていたという事情もあり、当初、正式な宿場としての選に漏れた戸塚が、宿場町としての地位を手に入れる過程に深く関わったという。『東照宮御実紀』慶長9年11月2日の項には「彦坂小刑部元正より戸塚の駅に。神奈川、藤沢と同じく駅馬のことつかうまつるべしと令す。」とある。
元正が居を構えたのが岡津村鷹匠町の岡津陣屋であり、現在の横浜市泉区岡津小学校付近にあたる。『新編相模国風土記稿』岡津村の項には「彦坂小刑部元正陣屋跡」と題された記述があり、そのなかで「元正は天正一八年関東御入国の後、近郷の代官職を奉はれり、其頃居住の陣屋なり」と説明されている。元正はこの陣屋を拠点としつつ「各地に在地土豪の系譜をひく手代をおいて、民政の実務を取らせていた」と『戸塚の歴史』は解説する。岡津はまた、江戸から片道一日の距離に位置し「鎌倉および三浦半島一帯と武蔵国南部（久良岐郡など）の抑えになる要衝」としての玉縄城にも近い。鎌倉時代には甲斐三郎為成、小田原北条氏時代には太田大膳亮が岡津を支配していたこともあり、元正の存在と合わせて、岡津道が「政治的に重要な道」であったとも指摘されている。
『戸塚の歴史』は、元正が「戸塚を中心とした地域では善政を布き、岡津陣屋には岡津まいりをする人もあってたいへん賑わった」と挙げるとともに、陣屋を設ける以上は交通の便の良さが考慮されたであろうことから、「岡津みちとか藤沢みちと呼ばれる尾根道がかつての街道であって、今の東海道よりもずっと西に街道があったかも知れない」と述べ、岡津道の重要性を指摘する一方、現在の東海道の道筋が整備される以前、「保土ヶ谷から藤沢へ向かう際は、弘明寺経由で本郷台から大船の玉縄城前を通るのがメインルート」であったともいわれる。
元正は慶長11年（1606年）、伊豆での不正行為を理由に失脚するが、これについては元正が「関東入部直後に、いわば仮の形で支配形態を作り、代官頭として活躍したが、幕府の体制が固まり、本格的な政治体制に組み替える際には、逆に不要な人材になっていった」と考察されている。岡津はその後、旗本黒田直綱のもとにおかれ、依然として「政治的にも人々の暮らしの面でも重要な役割を果たしていた」と同時に、岡津道が、大名行列の通過などで戸塚宿の通行に支障をきたした際の裏道として機能したと指摘されている。
戸塚高校と汲沢小学校との間の小さな谷の北側の坂を腰抜け坂と呼び、岡津陣屋近くの刑場が見えたために罪人が腰を抜かしたことから名づけられたとの説があるが、刑場に関しては『皇国地誌』の岡津村の項の「代官屋敷址」と題された文中に「此処より南方に隔ること三町五間にして旧仕置場と称す地あり。その内に二間四面の凹あり。往古罪人を刑伐して投込し穴と呼ぶ。」とあるように、踊場駅付近よりさらに数キロメートル遠方に位置する窪地であった。坂の勾配のため荷物を運ぶのに苦労をしたのが腰抜け坂との名称の由来であるとする説もある。
汲沢周辺の岡津道沿いには、踊場の供養塔、ログハウス前の祠、戸塚高校南側マンション敷地内の祠、、鳩糞稲荷（岡津道は古くは汲沢小学校の校庭内を通過した）、大丸祭壇の道標、汲沢交差点の大山不動、中村三差路バス停前の子育て地蔵等が残されている。

### 東海道
『戸塚区史』によると、小田原北条氏滅亡の翌年である天正19年（1591年）、徳川家康は相模、武蔵の各地で検地を行うとともに、箱根以東において万単位の軍勢の移動に耐える道路の建設に直ちに取り掛かったという。汲沢の旧家である森家系図内の三代森義秀の項に「天正一九年村境を被仰付。谷切、峰切、道切、川切の四通の御触。」との書き込みがあるが、『戸塚区史』はこれを、保土ヶ谷の権太坂から藤沢の遊行寺付近までの区間で、同家の普請により「空前の大土木事業がこの地において行われたことを、簡潔な表現のうちに雄弁に物語っている。」と読み解いている。汲沢地区に関しては、地図作者遠近道印（藤井半知）および絵師菱川師宣によって元禄3年（1690年）に作成された『東海道分間絵図』の中で、東海道が戸塚西方の丘陵を通る部分に「切どをし」との説明が付されており、戸塚警察署付近が人工的な地形であることが理解される。
この付近の坂、すなわち大坂と現在よばれる坂は近世までふたつに分かれており、戸塚宿側を一番坂、尾根に近い方を二番坂と称した。『新編相模国風土記稿』の戸塚宿の項には「坂二 海道中南にあり、一番坂登一町余二番坂登三十間余と唄ふ、（後略）」とある。このうちの二番坂は、現在の汲沢町と戸塚町との境界の一部を形成している。この二つの坂については、鎌倉武士の生きざまを描いた謡曲『鉢の木』を下敷きとして江戸期に詠まれた川柳「佐野の馬 戸塚の坂で 二度転び」が残されている 。二番坂は嘉永6年（1853年）、川越藩家臣須藤家の三兄弟が、父須藤九右衛門の仇であった宇土藩家臣原護に対する仇討ちを果たすという事件の舞台となる。
天保4年（1833年）、平亭銀鶏の撰、谷文晁ほかの絵により、江の島付近と、日本橋から江の島までの東海道宿場町の名所旧跡についての挿絵入り案内書『江の島まうで 浜のさゞ波』が公刊された。それぞれの挿絵には漢詩等の詩句が添えられているが、戸塚に関しては、馬に乗り右から左へ坂道を上る人物を描いた是真による挿絵があり、その中に、宿場に泊まった後の行程であることを示す表現を含む以下の詩句が掲載されている。
二番坂をさらに登った所は、女殺し、あるいは女コロビ坂と呼ばれた。狂歌師太田南畝による享和元年（1801年）の紀行文『改元紀行巻之上』には、戸塚藤沢間の様子を語る中で以下のような記述が見える。「一番坂、二番坂といふを超えつゝゆけば松の林あり。此のあたり松露多しといふ。白この台といへる所を俗に女殺しといふ。一とせ旅人の女を殺せる処なりと輿かくものゝいふに、あたりを見れば人家なし。物すごき事いはんかたなし。 」 いっぽう、文化3年（1806年）、江戸幕府の命のもと完成した『東海道分間延絵図』には二番坂より藤沢方の字名として、「字シラ土」「字女コロビ坂」との記載がある。そのほか、小栗判官伝説にゆかりのある藤沢市西俣野の花應院に伝わる『実説小栗判官一代記』は、作者、成立年代ともに不明とされるが、「江戸」、「横浜」との地名とともに、七五調を基本としつつ以下のように物語る。「品川越して大森や鶴見、神奈川後にして、行くは横浜その次は、保土ヶ谷越して戸塚宿や大坂登りて二番坂女殺しと早や過ぎて、藤沢宿へと着きぬれば（後略）」。二番坂と女殺しという地名はまた、昭和52年（1972年）に藤沢市亀井野で採集されたダイノボッチャという人物に関する民話の中にも登場する。

天保6年（1835年）3月、松雨、梅軒、竹渓、錦水と号する江戸の武士4名が江の島、鎌倉、金沢八景を訪れた時の模様を、松雨がつづった紀行文『四親草』は、当地の風景の美しさを詠んだ和歌4首、漢詩1首を伝える。「一番坂、二番坂を過て、左の谷間に下郷村、岡本の里、玉縄のさと城跡も見ゆる、花処ところに咲交りて、煙立てゝけしきよしとたはこなとくゆらす、
谷をみこしに鎌倉山みゆる、右りに士峯ほのかに俤を霞外にもらす、
 」
慶長9年（1604年）、徳川秀忠によってはじめられた一里塚築造事業が、東海道では慶長16年（1611年）に完成したのを機に、街道の両側にマツ、スギ、エノキ、ツガなどが植えられ、並木として整備された。『明治三年庚午十一月汲沢村明細帳』の「東海道並木」の項目には「松木弐百参拾弐本 目通壱丈三尺より壱丈迄 外ニ苗木九四本 雑木拾四本 目通弐尺より壱尺」との記載がある。また明治9年（1876年）の「汲沢村、深谷村、原宿村地付東海道並木間遠の場所苗木植足場所無御座候につき申上」と題された神奈川県宛ての書状も残る。
尾根に登った所から始まる並木は長らく名所と知られ、『新編相模国風土記稿』収録の川永寿（川村華陽）による「湘中記行」には次の記述が見える。
「路上高陵、左右老杉駢植為レ列、遥望レ之、即如二三軍之衆、行伍整斉一也」。
嘉永年間に歌川広重によって制作された浮世絵『東海道五十三次』の「戸塚」の中には、汲沢村越しにみた富士山とともに、当時の様子が描かれているほか、同作者による『東海道五十三対』の「戸塚」では、大きな人物画とともに描かれた当地の風景へ、戸塚町の富塚八幡宮境内に句碑のある松尾芭蕉の句「鎌倉を 生きて出でけむ 初松魚」を下敷きにした「鎌倉を 出る鰹に つれたちて やぼないなかに なく郭公」との狂歌が添えられている。時代が下って明治8年（1875年）の三代目歌川広重による浮世絵『東海名所改正道中記』には乗馬姿の外国人とともに当地の風景が登場する。
20世紀初頭に日本各地を訪れたアメリカの人類学者フレデリック・スタールは、大坂周辺について次のように書き記している。"We have climbed on foot up a great hill in two ascents, too heavy for our kurumaya to drag us up. The pines here are especially fine." 明治初期に人力車で横浜から鎌倉を訪れたフランス人実業家エミール・ギメは、東海道経由での帰路、戸塚に到着する様子を記す中で、並木や坂について次のように描写している。"Les grands arbres se tordent aux bords de la route dans des attitudes étranges.
Parfois, si le chemin monte, nous allons à pied. Mais dès que nous sommes à la descente nos hommes repartent avec une vitesse vertigineuse. C'est ainsi que nous arrivons à Totska, qui est une longue rue de trois kilomètres."
慶応2年（1867年）に日本に滞在したフランス人旅行家ルドヴィク・ド・ボーヴォワールは、横浜から東海道を馬に乗って下り、藤沢に到着するまでの過程を記述する中で、以下のような描写を残している。"Pour nous, nous continuons notre route vers l'ouest, suivant ce magnifique Tokâïdo qui devient peu à peu fort sauvage.(......), succédèrent des points de vue superbes : nous suivions presque sous un berceau de cèdres séculaires une suite de collines qui devinrent bientôt des montagnes et un horizon de verdure se déroulait devant nous avec des précipices et des cascades, des forêts vierges et des rizières, des temples antiques en silhouette, de grandes roches rougeâtres couronnées de verdure, et la ligne lointaine d'une mer azurée."
大正期に道路拡張に伴い並木の伐採が検討されていることを知った芥川龍之介は、「憎みても猶憎むべきならずや」と評した一方、昭和に入ってからでは鏑木清方が「戸塚、藤沢間の松並木道は去年も越したことがある。これからの行程にどんなに良い松並木を見出すかもしれないが、戸塚の並木は一といって二と下らぬものだろう。」と記したことにちなみ、特定の松の木を「清方の松」として名付けていたとの旨を久保田万太郎が新聞へ寄稿している。地元青年団が地区の誇りととらえていたこともあり、関東大震災後の道路拡張工事では、上下線を分離するダブルウェイが日本で初めて採用され、並木が残されることとなったが、現在では痕跡的に残るのみである 。
天保4年（1833年）に歌舞伎『仮名手本忠臣蔵』へ挿入される形で初演された清元による所作事『道行旅路の花聟』では、主人公の勘平とお軽が戸塚の山中に差し掛かるという場面設定下で、「墨絵の筆に夜の富士」との一節の後、「幸いここの松かげで 暫しがうちの足休め」との台詞が語られる。この場面はまた、三代目歌川豊国による安政6年（1859年）出版の浮世絵にも表現されている。西横浜国際病院前バス停近くにはこの舞台作品を記念する昭和46年（1971年）建立の石碑があり、碑文中に「舞台の華やかな思い出を多くの人の脳裡に深くきざみこんでいるお軽・勘平の道行は戯曲上の設定であれ史実にまがうほど戸塚の地名とは離れぬ仲」と記されている。
大坂を登り切った地点から東海道に沿った地域は字吹上と呼ばれるが、『地名の語源』は「フキアゲ」の項の2に「卓越風をうけやすい地形にある所」との説明を加えている。東日本太平洋岸で冬季に吹く北西の季節風のことを一般に「ナライ」と呼ぶが
、『神奈川県方言辞典』は、現在の汲沢、深谷、原宿、小雀、俣野、東俣野、影取に相当する鎌倉郡大正村で採集された語形として「ナレー」を挙げている。

### 箱根駅伝戸塚中継所
箱根駅伝は戸塚区内の一部で横浜新道を走るが、往路第2区と第3区、復路第8区と第9区をつなぐ戸塚中継所が汲沢町内に配されており、開催日には沿道が多数の観客でにぎわう。

### ロケ地
平成23年（2011年）テレビ東京製作の連続ドラマ『鈴木先生』、および平成25年（2013年）公開の映画『鈴木先生』のロケ地として県立横浜桜陽高校が使われたほか、町内の各所が両作品中に登場する。
同高校はまた、AKB48の派生ユニットであるフレンチ・キスによる平成23年（2011年）発売の楽曲「If」でプロモーションビデオの舞台としても使用された。
平成27年（2015年）日本テレビ制作のドラマ『視覚探偵 日暮旅人』では8丁目付近で撮影が行われた。

### 深谷通信隊
現在、泉区と戸塚区の区界の泉区側にある深谷通信隊跡地は、広さが773747m²の円形の国有地であるが、その4時方向、すなわち住宅前バス停を頂点とする北東から南にかけての一角は、基地開設以前、旧大正村大字汲沢小字畑ヶ田の一部であったという事情もあり、 汲沢もこの基地の歴史を共有していることになる。
戦前から戦後にかけての深谷通信隊の歴史を概説する論文があるが、その論文では、戦前、日本海軍により建設されたこの施設が東京海軍通信隊戸塚分遣隊を正式名称としたといい、船橋と蟹ヶ谷に通信拠点を置いていた東京海軍通信隊が昭和16年（1941年）、通信力強化を図るとの方針のもと、送信業務を担う戸塚分遣隊を新たに建設したとの経緯が述べられている。
基地開設の準備として、同年9月から昭和18年（1943年）7月まで敷地の買収と整地が行われたが、用地を提供した深谷の地主関係者によって書かれた書籍中には「軍に対する国民の義務として、軍用地の提供を余儀なくされた。土地提供者には後にわずかな地代が送られてきた」との記述があり、またその地代は一坪あたり一円だったとの証言も紹介されている
。
上述の論文は、施設規模に関し、船橋の送信施設が直径800mだったのに対して、深谷は1kmとされたことから「戸塚分遣隊を「東洋一」の通信隊にするという強い意気込みが窺われる」と評している。昭和18年（1943年）に定められた通信系統図が同論文には掲載されており、トラック、サイパン、パラオ、アンボン、
スラバヤ、ダバオ、シンガポール、マニラ、高雄、須海、呉、大阪、舞鶴ほか2か所に置かれた各通信隊とのネットワークが形成されていたことがわかる。昭和19年（1944年）3月15日、戸塚分遣隊は開隊にいたるが、当初の計画にあったコンクリート製建造物の建設は物資不足などの事情からすべてを間に合わせることができず、一部は木造となり、開隊時には依然として多くが建設工事中であったという当時の旧海軍の置かれた苦境とともに、原敏英隊長以下終戦当時の兵員数220名という人員規模が紹介され、さらに敵機の空襲に備えた地下通信所も設置されたが、中央部のフェンス内および県道東側に数基みられるコンクリート製構築物がそれにあたるのではないかとの推察が加えられている。
昭和19年（1944年）末時点での東京通信隊の設備状況一覧表も掲載されており、戸塚分遣隊の送信設備は、短波送信機が15kw12機、2kw8機、1kw7機、中波送信機が250ｗ2機、50ｗ電話1機という構成であったと読み取れる。海軍東京通信隊は西太平洋「全海域における作戦通信の中枢とされ、また連合艦隊の指揮下に加えられ、連合艦隊通信の中枢とされていた」ことを背景に、戸塚分遣隊の位置づけについて、船橋の送信施設との分担状況は不明としつつも、「無線設備の整備状況や海軍総隊指令部の送信を戸塚が日吉と直接行う計画があったことなどから、送信業務のかなり重要な部分を担当していたのではないかと想定される」と述べられている。
同論文ではさらに、終戦後の歴史を語る中で、昭和20年（1945年）9月20日、米軍の進駐とともに旧海軍施設としての終焉を迎えたこと、同年10月中旬、戦艦ミズーリ号艦長ウィリアム・キャラバンと想定される人物が来訪し、通信施設としての機能維持および米軍への協力を要請したこと、同年11月に逓信院東京無線電気工事局戸塚分局が設置され、米軍との契約が解除される昭和32年（1957年）まで存続したこと、同分局従業員向け宿舎50戸、独身寮1棟が昭和44年（1969年）に解体されたが、住宅前というバス停名にその記憶がとどめられていることが挙げられるとともに、上瀬谷の旧海軍施設が通信基地とされたのは米軍による接収後である点が指摘されている。
在日米軍管理下においては、「西太平洋からインド洋にわたる地域に展開する米軍艦船および航空機等に対する送信業務を行ってい」た一方、中央部のフェンスの外側区域は、昭和45年（1970年）12月に耕作地として使用が許可され、「深谷基地懇ニュース」によると、平成17年（2005年）時点で野球グラウンド13面、市民菜園1100か所を数えたという。
日米政府間で返還方針についての合意が平成16年（2004年）に成立したのを受け、平成26年（2014年）6月、日本側へ返還されたが、返還後の跡地利用に関しては、「災害時に広域的な防災拠点として利用できる防災機能の充実を図るとともに、豊かな自然環境を創出し、市民の活動拠点となる広場や多様な市民ニーズに応えるスポーツ施設等を備えた、魅力的な公園の整備を目指」すとの目標のもと、深谷通信所跡地利用基本計画が横浜市により平成30年（2018年）に策定されている。

## その他

### 日本郵便
- 集配担当する郵便局と郵便番号は以下の通りである[229]。

| 町丁   | 郵便番号 | 郵便局       |
| ------ | -------- | ------------ |
| 汲沢   | 245-0061 | 横浜泉郵便局 |
| 汲沢町 | 245-0062 | 横浜泉郵便局 |

### 警察
町内の警察の管轄区域は以下の通りである。
| 町名       | 街区 | 警察署     | 交番     |
| ---------- | ---- | ---------- | -------- |
| 汲沢町     | 一部 | 戸塚警察署 | 深谷交番 |
| 汲沢町     | 一部 | 戸塚警察署 | 踊場交番 |
| 汲沢一丁目 | 全部 | 戸塚警察署 | 踊場交番 |
| 汲沢二丁目 | 全部 | 戸塚警察署 | 踊場交番 |
| 汲沢三丁目 | 全部 | 戸塚警察署 | 踊場交番 |
| 汲沢四丁目 | 全部 | 戸塚警察署 | 深谷交番 |
| 汲沢五丁目 | 全部 | 戸塚警察署 | 踊場交番 |
| 汲沢六丁目 | 全部 | 戸塚警察署 | 踊場交番 |
| 汲沢七丁目 | 全部 | 戸塚警察署 | 踊場交番 |
| 汲沢八丁目 | 全部 | 戸塚警察署 | 踊場交番 |